# Fototrofia
La fototrofia, dal greco phos (luce) + trophé (nutrimento), è un meccanismo biologico utilizzato da alcuni organismi viventi per produrre in modo autonomo energia dalla luce, non necessariamente sfruttando la fotosintesi. Oltre alle piante ne fanno parte: alghe, cianobatteri, batteri rossi e verdi.

## Organismi fotoautotrofi e fotoeterotrofi
Gli organismi che utilizzano la fototrofia possono essere fotoautotrofi o fotoeterotrofi, a seconda del fatto che, stante il fabbisogno energetico venga fornito dalla luce, l'organicazione del carbonio possa avvenire o meno.
L'incapacità di organicare il carbonio, rende alcuni organismi come alcuni eliobatteri, chloroflexi (batteri verdi non solforanti o clorobatteri) e altri, eterotrofi e quindi dipendenti da substrati organici preesistenti. Vengono comunemente definiti anche fotoeterotrofi.
La possibilità di fissare il carbonio inorganico della CO2 in molecole organiche complesse rende esseri viventi di tale fatta  autotrofi, e vengono comunemente definiti anche fotoautotrofi.

## Metabolismo
I fotoautotrofi utilizzano l'energia solare, l'anidride carbonica e l'acqua per sintetizzare sostanze organiche che possano essere sfruttate per ovviare a funzioni cellulari fondamentali quali quelle del metabolismo e della respirazione. In ambito ecologico rappresentano la base della catena alimentare. Nell'ambiente terrestre la più grande varietà di fotoautotrofi è costituita dalle piante, in ambiente marino ne esistono di più diverse tra le quali alghe (ad esempio le laminarie), protisti quale l'euglena e batteri come i cianobatteri. L'amido è un prodotto di riserva sintetizzato da questo genere di organismi per ovviare alle condizioni in cui la luce non è presente in quantità necessaria per soddisfare i bisogni immediati. 
I batteri fotosintetici possiedono un pigmento chiamato batterioclorofilla e possono utilizzare l'idrogeno proveniente dal solfuro di idrogeno, prodotto tramite processi anaerobici, piuttosto che dall'acqua. I solfobatteri utilizzano la luce, l'anidride carbonica e il solfuro di idrogeno per produrre carboidrati, zolfo e acqua.